# VL65型电力机车
VL65型电力机车（俄语：ВЛ65），是俄罗斯的干线客运电力机车车型之一，适用于供电制式为25千伏工频单相交流电的电气化铁路，由诺沃切尔卡斯克电力机车厂在VL85型电力机车基础上于1992年研制成功。VL65型机车为交—直流电传动电力机车，采用Bo-Bo-Bo轴式。
1999年，诺沃切尔卡斯克电力机车厂在VL65型机车基础上又研制了EP1型电力机车。

## 参看
- VL85型电力机车
- 韶山7C型电力机车